# Benhamadi Ybnou Charaf
Benhamadi Ybnou Charaf (Mayotte, 11 febbraio 1993) è un ex calciatore comoriano con cittadinanza francese, di ruolo centrocampista.